# Огечіка Гайл
Огечіка Бріан Гайл (нім. Ogechika Brian Heil, нар. 27 листопада 2000, Кассель, Німеччина) — німецький футболіст нігерійського походження, півзахисник клубу «Пройсен Мюнстер».

## Ігрова кар'єра
Огечіка Гайл починав грати у футбол у молодіжних командах клубів зі свого рідного міста Кассель. У 2016 році футболіст приєднався до клубу «Гамбург», де також продовжив виступи у молодіжній команді.
З 2019 року півзахисника було залучено до матчів другого складу «Гамбурга» у Регіональній лізі. Дебют футболіста на професійному рівні відбувся у січні 2021 року, коли Гайл вийшов на поле у матчі Другої Бундесліги проти команди «Ян Регенсбург». Сезон 2021/22 Гайл провів в оренді у нідерландському клубі «Гоу Егед Іглз». Вілтку 2022 року футболіст повернувся до німецького клубу.

## Приватне життя
Огечіка Гайл народився у місті Кассель у інтернаціональній родині. Батько Гайла німець, мати — родом з Нігерії.